# Danhevnovi naslednici
Danhevnovi naslednici јe sveska seriјala Mali rendžer (Kit Teler) obјavljena u Lunov magnus stripu br. 190. Epizoda јe premijerno u bivšoj Jugoslaviji objavljena u martu 1976. godine. Koštala je 8 dinara (0,44 $; 1,1 DEM). Imala je 134 stranicu. Izdavač јe bio Dnevnik iz Novog Sada. Sveska je 1. deo duže epizode, koja se nastavlja u narednoj svesci pod nazivom Tajanstveni zamak (LMS191). Naslovna stranica je reprodukcija Donatelijeve naslovnice za istu epizodu nepoznatog autora.

## Originalna epizoda
Epizoda je premijerno objavljena u Italiji u svesci #75. pod nazivom Lo spettro dello stagno (Utvara iz bare), koja u izdanju Sergio Bonnelli Editore u februaru 1970. godine. Koštala јe 200 lira (0,32 $; 1,27 DEM). Epizodu je nacrtao Francesko Gamba, a scenario napisao Andrea Lavezzolo.

## Kratak sadržaj
Godina je 1876. Iz londonske beležničke kancelariji „Moris i Moris“ šalje se dopis kancleariji Bernhamn u Bostonu da je preminuo lord Danhevn sa molbom da se pronađe njegov naslednik. Lord je preminuo bez naslednik. Na samrtničkoj postelji ovlastio je doktora Danijela Rafertija da pronađe Meri Vort, rođaku lorda Danhevna koja je otišla u Ameriku pre 30 godina, ili njene naslednike. Iz testamenta je isključio slugu Evereta Danlopa, koji time nije zadovoljan.
Barnhemova kancelarija unajmljuje detektiva koji uspeva da pronađe da je Meri Vort bila davno udata za Mozesa Telera (Kitovog oca, takođe rendžera), te zaključuju da je jedini naslednik Kit Teler. Službenik kancelarije odlazi u Teksas u utvrđenje rendžera da obavesti Kita o nasledstvu. Po dolasku u utvrđenje, detektiv obaveštava Kita da je naslednik Danhevnovog imanja, ali ne i titule, jer nije direktno potomak Lorda, već samo sin Meri Vort.
Dok se Kit i njegov otac putuju brodom do prve luke u Velikoj Britaniji, glavni sluga Everet Danlop istražuje po lordovoj biblioteci. U jednoj knjizi nalazi pergament na kome piše da je Ser Nigel Danhevn, treći Danhevn po redu, negde u zamku sakrio veliko blago još u srednjem veku. Sir Danhevn je umro posle viteškog turnira, a pergament je pocepan baš ne mestu gde je bilo označeno mesto na kome je blago sakriveno. U razgovoru sa Danijelom Rafertijem, Danlop saznaje
Kit i Mozes stižu u London. Predstavnik beležničke kancelaraije "Moris i Moris" po imenu Fred Snorer (ujedno i polu-brat Evereta Danlopa) ih dočekuje i smešta u sobu, ali na vašarski dan Mozesu organizuje nameštalju. Snorerov saradnik Edgar Bertles je u Mozesov džep ubacio novčanik a onda ga optužila da je lopov. Policajac je pronašao u Mozesovom džepu novčanik i pritvorio ga. Kit, međutim, sumnja da se radi o nameštaljci i prati Bartlesa sve do krčme u kojoj se sastao sa Snorerom. Kit je sada siguran da se radi o nameštaljci i nastavlja da prati obojicu. Nakon što Mozes dobija kaznu zatvora za džeparenje, Kit pokušava sa sazna više o Snoreru i Bartlesu. Nakon što hje uspeo da im postavi zamku, policija ih obojicu hapsi, a Mozes oslobađa iz zatvora. Za to vreme, u zamak lorda Danhevna stižu dve osobe, koje se predstavljaju kao Mozes i Kit Teler. One u dugovoru sa Everetom glume Kita i njegovog oca nadajući se da Kit i Mozes nikada neće stići do zamka. Nakon kraćeg razmišljanja, Kit i Mozes zakljućuju da se avantura u luci nije desila slučajno i da prestavlja posledicu nečijeg plana da ih spreči da dobiu nasledstvo. Odlučuju da separatno krenu prema zamku. Mozes je zakupio mesto u krčmi blizu zamka, dok je Kit uspeo kao siroče da se ubaci u zamak i dobije mesto pomoćnika.

## Kitovo godište
U epizodi se pominje da je Kit još uvek maloletan i ima 15 godina. Pošto se radnja dešava 1876. godine, to znači da je Kit rođen 1861. godine. Nejasno je zbog čega beležnička kancelarija želi da da mu nađe staratelja s ozbirom na to da je Kitov otac Mozes Teler živ i da sa njim kreće u ovu avanturu. (U jednoj kasnjoj epizodi Mrtvi kanjon, Mozes, Kitov otac, kaže da će KIt za koji dan napuniti 16 godina.)

## Prethodna i naredna sveska
Prethodna sveska nosi naziv Kitov trijumf (LMS187), a naredna Tajanstveni zamak (LMS191).

## Reprize
Epizoda je reprizirana u Italiji 2015. godine u okviru edicije If edizione #38. U Hrvatskoj je ova sveska objavljena 2020. godine. U Srbiji epizode Malog renžera nisu reprizirane.